# Musée pyrénéen de Niaux
Le musée pyrénéen de Niaux est un musée d'ethnologie, arts et traditions populaires fondé en 1982 par Max et Denise Dejean, auteurs de nombreux ouvrages sur l'Ariège et les Pyrénées, à Niaux (Ariège).

## Histoire
Si le Musée pyrénéen de Lourdes a eu le couple Le Bondidier, le Musée pyrénéen de Niaux est aussi l'œuvre des efforts conjugués d'un couple. À partir des années 1970, Max et Denise Dejean commencent une collection d'objets ethnologiques, de photographies et de témoignages oraux sur les Pyrénées, à partir de la Haute Ariège. En 1981, ils construisent eux-mêmes un bâtiment destiné à abriter leurs collections. Le 4 avril 1982, le Musée paysan de Niaux, dans la vallée de Vicdessos, ouvre ses portes au public. L'inauguration officielle a lieu le 21 juin.
Le musée a fourni les objets utilisés dans le film de Bertrand Tavernier La Passion Béatrice (1987).
Le musée s'agrandit progressivement, à la fois par son contenu et ses locaux, parkings, activités proposées. En 1996, il devient Musée pyrénéen.
En 2001, se constitue l'Association des amis du Musée pyrénéen de Niaux, présidée par Max Dejean.

## Collections
Le musée présente plusieurs milliers d'objets traditionnels concernant les activités et la vie quotidienne : pastoralisme, meunerie, activités domestiques, religion, travail du verre et du fer, jusqu'aux débuts de la vie moderne... La plus importante collection à ce jour d'objets en crespal (récipients monoxyles, taillés dans un tronc).

## Accès
Le musée est ouvert tous les jours, dimanches compris, de 14 heures à 18 heures.